# Justicia galapagana
Justicia galapagana är en akantusväxtart som beskrevs av Gustav Lindau och Robinson. Justicia galapagana ingår i släktet Justicia och familjen akantusväxter. Inga underarter finns listade i Catalogue of Life.